# Ousmane Dembélé
Ousmane Dembélé (født 15. maj 1997) er en fransk professionel fodboldspiller, som spiller for Ligue 1-klubben Paris Saint-Germain og Frankrigs landshold.